# .rs
.rs је национални домен највишег нивоа (ccTLD) за Републику Србију.
Почетак регистрације домена је био 10. марта 2008.
Одлучено је да са отварањем новог .rs регистра престане регистрација .yu домена, с тим да ће постојећи домени под .yu НИДдк-ом остати у употреби за време прелазног периода. Првобитно је било планирано гашење .yu домена 30. септембра 2009. године, али је накнадно одлучено да се њихово гашење одложи за највише 6 месеци.
Администратор .rs домена је Регистар националног интернет домена Србијеrnids.rs (РНИДС).
Према новим условима регистрације који важе за .rs домен укинута су некадашња ограничења у регистрацији домена - грађани и организације могу да региструју неограничени број домена. Омогућено је и регистровања домена директно на другом нивоу - домах испод .rs, а не као што је био случај са  доменом где се регистрација обављала искључиво испод .co.yu; org.yu итд.

## Структура
Доменски простори су подељени зависно од правног положаја корисника:
- — намењен свим заинтересованим лицима;
- — намењен привредним субјектима;
- — намењен осталим регистрованим организацијама које су правна лица;
- — намењен образовним институцијама и организацијама;
- — намењен физичким лицима;
- — намењен академској и научно-истраживачкој мрежи Србије;
- — намењен државним институцијама.

До сада је регистровано преко 134.000 домена.

## Трошкови регистрације
Регистрација домена није бесплатна, као што је то био случај са  доменом.
Цене ка овлашћени регистрима се крећу од 1.500 динара за најскупљи домен другог нивоа директно испод .rs,
преко 550 динара за домене трећег нивоа за фирме и организације,
па до најјефтиније регистрације од 300 динара на поддомену .in.rs за физичка лица.
На наведене цене РНИДС-а (које су исказане без ПДВа) овлашћени регистри могу додати и своје трошкове.

## Овлашћени регистри
Овлашћени регистри обављају послове регистрације .rs домена, док РНИДС само одржава централни регистар домена.
У Србији постоји око 40 овлашћених регистара РНИДС-а.

## Критике
На .rs домену је могуће да на пример два различита пословна субјекта практично региструју исти назив домена у два одвојена доменска простора nazivfirme.co.rs и nazivfirme.rs. Због тога, а да би се обезбедили од конкуренције, многи пословни субјекти су принуђени да региструју оба назива домена. Мада, то је уједно и могућност да два различита пословна субјекта, различите делатности и у различитим местима, а која имају исти пословни назив, ипак имају и жељени назив домена, без непотребних додатних речи.